# 청도 불령사 전탑
청도 불령사 전탑(淸道 佛靈寺 塼塔)은 대한민국 경상북도 청도군 매전면 용산리, 불령사에 있는 전탑이다. 2013년 4월 8일 경상북도의 유형문화재 제472호로 지정되었다.

## 개요
좁다란 골짜기의 절벽 위 널찍한 터에 자리하고 있는 전탑(塼塔)으로, 흙을 불에 구워서 만든 벽돌로 쌓아 올렸다. 땅 위로 5단의 바닥돌을 놓고 1층의 기단(基壇)을 마련한 뒤 5층의 탑신(塔身)을 올려놓았는데, 오랫동안 무너진 채 방치되었다가 1968년에 다시 세워 놓은 것이어서 원래의 형태인지는 알 수 없다.
이 탑의 특징은 무늬가 있는 벽돌을 사용한 점으로, 불상과 3층 석탑 무늬가 있는 벽돌로 쌓아 올려 탑 전체를 장식하고 있다. 즉 길쭉한 벽돌의 옆면마다 연꽃받침 위에 앉아있는 3구의 불상과 2기의 석탑이 서로 교차하여 돋을새김 되어 있는데, 이러한 까닭에 이 탑을 ‘천불탑(千佛塔)’이라 부르기도 한다.
통일신라 때의 조각양식을 보이고 있어 이 시기의 작품으로 추측되며, 전탑이 남아있는 경우가 많지 않고 더욱이 무늬가 있는 벽돌을 사용한 예는 극히 드물어 문화재로서 지니는 가치는 매우 크다.

## 참고 자료
- 청도 불령사 전탑 - 국가유산청 국가유산포털